# 根岸しおり
根岸 しおり（ねぎし しおり、1996年11月5日 - ）は、日本のモデル、レースクイーン 、コスプレイヤー。埼玉県出身。プリッツコーポレーション所属。愛称は「ねぎしおちゃん」

## 略歴
2023年、SUPER GT・GT300クラスとスーパー耐久に参戦する「SHADE RACING」の「SHADE GIRL 2023」として念願のRQデビューを果たす。同年度の『Adam by GMO 日本レースクイーン大賞2023』新人部門でクリッカー新人賞受賞する。
また、同年11月にプロボクシング・フェニックスバトル107大会にてラウンドガールとして参加する。
2024年はSUPER GT・GT300クラスに参戦する「JLOC AMBASSADOR」、スーパー耐久「TEAM NOPRO EL Girls」、全日本ラリー選手権「WELLPINE MOTORSPORT 高崎くす子ちゃん」として活動する他、ゴルフ雑誌「GOLF TODAY」のイメージガールにあたる「GTバーディーズ」にも参加する。
2025年1月11日に東京オートサロン『にしたんクリニック レースアンバサーダーアワード2024』にて『実行委員会特別賞』を受賞する。同年1月23日SUPER・GT500クラスに参戦する「Modulo Nakajima Racing」を応援する「2025 Moduloスマイル」として活動することを報告する。

## 人物
- 星座／血液型：蠍座／AB型
- 資格：原付免許
- 趣味：ゲーム、キャンプ、ディズニー。ゲーム愛が強すぎて時々ゲームキャラになりきってコスプレを披露することがある。
- 特技：高速で寝ること、一人で出かけること。
- 座右の銘：やれることはやるきる！
- 口癖：また他の子見てたでしょ〜
- 生活の中のマイルール：睡眠はしっかりと
- 自分を動物に例えると：猫
- 長所／短所：目標のために頑張ること／甘え下手
- 尊敬する人：高校時代の先生
- 自身のファンの愛称：『ねぎしお組』

## 活動

### レースクイーン・レースアンバサダー
| 年     | カテゴリー                   | チーム名                                   | 共演メンバー                       |
| ------ | ---------------------------- | ------------------------------------------ | ---------------------------------- |
| 2023年 | SUPER GT GT 300 スーパー耐久 | SHADE RACING SHADE GIRL 2023               | 星沢しおり・椿木りさこ・松尾春菜   |
| 2024年 | SUPER GT GT 300              | JLOC AMBASSADOR                            | 葵成美・上運天美聖・藤森マリナ     |
| 2024年 | スーパー耐久                 | TEAM NOPRO EL Girls                        | 安西茉莉・霧島聖子（スポット参戦） |
| 2024年 | 全日本ラリー選手権           | WELLPINE MOTOR SPORT 高崎くす子ちゃん      |                                    |
| 2025年 | SUPER GT GT 500              | Modulo Nakajima Racing 2025 Moduloスマイル | 池永百合                           |

### イベント
| 年     | イベント名               | 出演ブース                | 備考 |
| ------ | ------------------------ | ------------------------- | --- |
| 2019年 | 東京ゲームショウ         | intel                     | |
| 2022年 | 東京ゲームショウ         | 日本工学院                | 安部有里子・七瀬なな・斉藤まなみ・池永百合・白雪りらと共演                                              |
| 2023年 | 東京オートサロン         | EXEDY                     | |
| 2023年 | 東京ゲームショウ         | KONAMI メタルギアソリッド | 宇佐美なお・南実千春と共演                                                                              |
| 2023年 | ジャパンモビリティショー | ダイハツ                  | 浅香えり花・瀬名あすみと共演                                                                            |
| 2023年 | 札幌モビリティショー     | BYD                       | 有栖未桜・亀澤杏菜と共演                                                                                |
| 2024年 | 東京オートサロン         | MODELLISTA                | 緒方千捺・鈴木ももかと共演                                                                              |
| 2024年 | 大阪オートメッセ         | MODELLISTA                | 緒方千捺・鈴木ももかと共演                                                                              |
| 2024年 | 東京ゲームショウ         | BREAKERS VIC GAME STUDIOS | ビジネスデーのみ 楠木絢・津田知美・西山絵里香・兎咲香・神崎蓮と共演                                     |
| 2025年 | 東京オートサロン         | VELENO & Garage力         | 有栖未桜・池永百合・立華理莉・七瀬なな・花乃衣美優・原あゆみ・渕上ひかる・悠・米倉みゆ・×ぺ てんし(様)× |

### ラウンドガール
- 2023年 プロボクシング・フェニックスバトル107大会　ラウンドガール[共演 1][8]。

### イメージガール
- 2024年 ゴルフトゥデイ（三栄）・GT バーディーズ[9][動画 1]。

### 写真展
- 2023年 根岸しおり　写真展「color」

### 雑誌
- 三栄「GALS PARADISE+Vol.109」表紙＆スペシャルグラビアを務める[10]。

### 受賞歴
- 「Adam by GMO 日本レースクイーン大賞2023新人部門」・クリッカー新人賞受賞[11]
- 「にしたんクリニック レースアンバサダー大賞2024」・「実行委員会特別賞」

### 共演メンバー
1. ↑  遊馬りえ

#### 動画
1. ↑  GOLFTODAY BIRDIEs『GTバーディーズ』【根岸しおり】GTバーディーズ2024 新メンバー紹介 file.11 本人コメントあり！ - YouTube2024年9月4日閲覧。